# Бюро-Джанкшен (Іллінойс)
Бюро-Джанкшен (англ. Bureau Junction) — селище (англ. village) в США, в окрузі Бюро штату Іллінойс. Населення — 281 особа (2020).

## Географія
Бюро-Джанкшен розташоване за координатами 41°17′16″ пн. ш. 89°21′52″ зх. д. / 41.28778° пн. ш. 89.36444° зх. д. (41.287804, -89.364517).  За даними Бюро перепису населення США в 2010 році селище мало площу 3,89 км², з яких 3,72 км² — суходіл та 0,17 км² — водойми.

## Демографія
Згідно з переписом 2010 року, у селищі мешкали 322 особи в 131 домогосподарстві у складі 85 родин. Густота населення становила 83 особи/км².  Було 163 помешкання (42/км²).
Расовий склад населення:
| - 94,1 % — білих - 0,9 % — корінних американців - 0,9 % — чорних або афроамериканців - 0,3 % — азіатів - 3,1 % — осіб інших рас |

До двох чи більше рас належало 0,6 %. Частка іспаномовних становила 6,5 % від усіх жителів.
За віковим діапазоном населення розподілялося таким чином: 26,1 % — особи молодші 18 років, 64,0 % — особи у віці 18—64 років, 9,9 % — особи у віці 65 років та старші. Медіана віку мешканця становила 39,7 року. На 100 осіб жіночої статі у селищі припадало 101,2 чоловіків;  на 100 жінок у віці від 18 років та старших — 112,5 чоловіків також старших 18 років.
Середній дохід на одне домашнє господарство  становив 45 930 доларів США (медіана — 45 714), а середній дохід на одну сім'ю — 51 857 доларів (медіана — 47 188). Медіана доходів становила 38 125 доларів для чоловіків та 43 333 долари для жінок. За межею бідності перебувало 33,1 % осіб, у тому числі 43,6 % дітей у віці до 18 років та 24,0 % осіб у віці 65 років та старших.
Цивільне працевлаштоване населення становило 110 осіб. Основні галузі зайнятості: виробництво — 54,5 %, роздрібна торгівля — 14,5 %, освіта, охорона здоров'я та соціальна допомога — 10,0 %, сільське господарство, лісництво, риболовля — 6,4 %.